# Spanjaardslaan (Haarlem)
De Spanjaardslaan is een laan in de Noord-Hollandse stad Haarlem. Ze loopt in oost-westelijke richting langs de zuidrand van de rijksmonumentale Haarlemmerhout, in de wijk Haarlemmerhoutkwartier, stadsdeel Haarlem Zuid-West. De laan strekt zich uit van de Linnaeuslaan tot aan de Wagenweg en kruist daarbij de Fonteinlaan. De Spanjaardslaan maakt deel uit van het sinds 1990 aangewezen rijksbeschermd stadsgezicht Haarlem. Ten zuiden van de laan liggen onder meer de sportvelden van Koninklijke HFC.
De naam verwijst naar het zogeheten Spanjaardsveld, waar tijdens het Beleg van Haarlem Spaanse troepen zouden zijn gelegerd. In de zeventiende eeuw werd op deze plek een lindelaan aangelegd die in de negentiende eeuw bekendstond om haar monumentale karakter. Aan het westelijke uiteinde bevond zich het zogenoemde Dronkenmanshuisje, later vervangen door het classicistische Huis Eindenhout.
In de twintigste eeuw onderging de laan grote veranderingen. In 1961 verdwenen de meeste lindes vanwege hun slechte staat en de aanleg van een verkeersverbinding. Sindsdien maakt de Spanjaardslaan deel uit van de N205. Herinrichtingen, protesten en erfgoedbescherming speelden sindsdien een voortdurende rol in het behoud van het laankarakter.

## Geschiedenis

### Oorsprong en naamgeving
Op de locatie van de huidige Spanjaardslaan bevond zich het zogeheten Spanjaardsveld. Deze benaming verwijst volgens historicus Francis Allan naar een schermutseling tijdens het Beleg van Haarlem in 1572-1573, waarbij Spaanse troepen het gebied vermoedelijk als kampement gebruikten. Circa 800 gesneuvelde Spaanse soldaten zouden hier zijn begraven. In het werk Het zegenpralent Kennemerlant wordt melding gemaakt van overblijfselen van een Spaanse schans nabij de buitenplaats Uyt den Bosch. Het aangrenzende Dobbelde Veld, in de volksmond ook wel Hobbelde-bobbelde Veld genoemd, dankte zijn oneffenheden mogelijk aan natuurlijke binnenduinen of aan het opwerpen van schansen. Het is aannemelijk dat deze plek later werd aangeduid als het Spanjaardsveld, en de daarop aangelegde laan als de Spanjaardslaan.
De naam Spanjaardslaan verschijnt pas in 1788 voor het eerst in bronnen. Daarvóór werd gesproken van de Lindelaan, een naam die vermoedelijk verwijst naar de rijen lindebomen die vanaf 1665 werden aangeplant.

### Aanleg en ontwikkeling (1665–1850)
In 1665 werd de laan aangelegd tussen de Wagenweg en de Fonteinlaan, op gronden aangekocht van het Sint Elisabeths Gasthuis. De laan werd aangelegd als vier rijen brede lindelaan met een bosstrook ten noorden ervan. Het ontwerp wordt toegeschreven aan landmeter Erasmus den Otter.
In 1755 volgde een verlenging van de laan over het zogenoemde Kaatsveld, ten oosten van de Fonteinlaan. Dit deel werd in dezelfde stijl aangelegd als het oorspronkelijke westelijke deel.
De laan leidde naar een eenvoudig huis in drassig gebied, bekend als het Droncken Huisie. Later werd hier een herberg gevestigd, in de volksmond het Dronkenmanshuisje. De herbergier nam deze naam over als officiële aanduiding. Naast de herberg bevond zich de hofstede Endenhout, een buitenplaats met bijbehorend landgoed.
In 1793 werden de herberg en de hofstede gesloopt en vervangen door het in classicistische empirestijl ontworpen Huis Eindenhout.

### Veranderingen in laanstructuur (1861–1960)
“Hebt gij ooit van uw leven zulk eene laan gezien, vier zulke breede, hemelshooge loofgangen, die zulk een verkwinkende schaduw verspreiden? Vindt gij ze niet prachtig en eerbiedwaardig die eeuwen-heugende linden”.  
– Een koetsier over de Spanjaardslaan, circa 1860

In 1861 werden circa zeventig van de oorspronkelijke lindebomen gekapt. De reden hiervoor was het “toenemend gevaar voor het toenemende snelverkeer door takuitval en kans op omwaaien”. Een zware storm op 29 mei 1860 had eerder al tot schade geleid. De kap leidde tot grote verontwaardiging; de laan was geliefd bij schrijvers als Potgieter en Beets. De eens statige laan werd omschreven als "kale vlakte". Toch herstelde het beeld zich in de loop der tijd. 
In 1899 verhuisde de voetbalclub Koninklijke HFC naar het terrein ten zuiden van de laan. Daarvoor speelde de vereniging op het veld de Koekamp in het Frederikspark. Ter gelegenheid van het 100-jarig bestaan werd op de hoek met de Wagenweg het beeld Screen van Fem Zwaag geplaatst, dat inmiddels is verdwenen.

### Verkeersaanpassingen en kaalslag (1961)
In 1961 werd besloten alle lindebomen langs de Spanjaardslaan te kappen. Hoewel sommige bomen in de loop der eeuwen al eens waren vervangen, waren de meeste exemplaren op dat moment ruim 200 jaar oud. De kap werd gerechtvaardigd met het argument dat de bomen oud en in slechte staat verkeerden, en tijdens stormen een gevaar vormden door takuitval of omwaaien.
Daarnaast speelde het destijds opgestelde streekplan een belangrijke rol. Hierin werd de Spanjaardslaan aangewezen als onderdeel van een nieuwe oost-westverbinding tussen de Fonteinlaan (N205), de Herenweg (N208) en de Zandvoortselaan (N201), via de Haarlemmerhout. Met het oog op de toenemende verkeersdruk was extra ruimte nodig, waarvoor de bestaande bomen moesten wijken.
Na de realisatie van het verkeersplan werd de Spanjaardslaan daadwerkelijk onderdeel van de N205. Het oorspronkelijke middenpad, dat exact uitkwam op de middenas van Huis Eindenhout, verdween. De laan werd opnieuw ingericht met tussen de noordelijke bomenrijen een fiets- en wandelpad, en ten zuiden daarvan twee rijbanen met elk twee rijstroken. Daarmee ging de oorspronkelijke laanstructuur grotendeels verloren, evenals een deel van het historische en landschappelijke (wandel)karakter van het gebied.
Ook andere infrastructurele ingrepen versterkten deze ontwikkeling, waaronder de verbreding van de Paviljoenslaan en Fonteinlaan, en de aansluiting van de Kamperlaan op de Buitenrustbruggen. De uitbreiding van de Spanjaardslaan ten oosten van de Fonteinlaan bleef nagenoeg ongemoeid.
De kap van de bomen leidde tot aanzienlijke protesten vanuit de Haarlemse bevolking. Ingezonden brieven, gericht aan de gemeenteraad getuigden van brede maatschappelijke onvrede. Uiteindelijk besloot de raad dat voortaan alleen individuele, aantoonbaar zieke bomen nog gekapt mochten worden.

### Herstel, protesten en ruimtelijke ontwikkelingen (1961–heden)

#### Herstel
Om de grootschalige kap van 1961 te herstellen, werd de laan opnieuw voorzien van vier bomenrijen. Volgens het herbeplantingsplan werden afwisselend snelgroeiende populieren en jonge lindes geplant. De populieren moesten op korte termijn het laanbeeld herstellen, waarna de lindes op de lange termijn het historische karakter zouden terugbrengen.
Aanvankelijk leek het plan succesvol, maar in de praktijk bleek dat de populieren de groei van de lindes aanzienlijk belemmerden. Rond 1980 werd daarom besloten de populieren gefaseerd te verwijderen. Om protesten zoals in 1961 te voorkomen, werden omwonenden en wijkraad uitvoerig geïnformeerd. In januari 1981 begon men met de kap van 90 populieren. Omdat de groeiruimte voor lindes was aangetast, moesten ook 25 exemplaren worden verwijderd. Ter vervanging werden 35 nieuwe lindes geplant, waarmee het totaal op 120 kwam. Acht van de gekapte populieren werden als stektoppen herplant in Schalkwijk.
Om de overlevingskansen van de lindes te vergroten, werd de bodemstructuur verbeterd. Inmiddels was de Haarlemmerhout aangewezen als rijksmonument, waardoor toestemming nodig was van de Rijksdienst voor de Monumentenzorg. Deze stemde in met het plan, aangezien het gericht was op herstel van de oorspronkelijke lindelaan. Begin 21e eeuw was opnieuw een allée ontstaan, bestaande uit vier rijen lindes: twee langs het fietspad, één in de middenberm en één aan de zuidzijde.

#### Protest tegen reclameborden
In 2014 ontstond opnieuw publieke beroering rond de Spanjaardslaan, ditmaal vanwege de plaatsing van reclameborden. De stichting Vrienden van de Haarlemmerhout verzette zich fel tegen wat zij beschouwden als aantasting van het historische en esthetische karakter van de laan. Ook dichteres Clara de Jong mengde zich in het protest met een kritisch gedicht waarin zij de invloed van commerciële belangen hekelde:

“Oh, laat de slechtaards niet begaan,  ziet hoe uw allermooiste laan,  door het sluipend gif van ’t kapitaal,  nu wordt bezoedeld, helemaal.  Door borden om uw blik te leiden,  naar ijdel ondeugd dezer tijden,  gaat allen op de barricaden staan,  en beschermt uw mooie lindelaan.”  
– Clara de Jong, 2014

Na jaren van aanhoudend verzet werd de Spanjaardslaan in 2024 geschrapt van de gemeentelijke kaart met locaties waar reclameborden zijn toegestaan.

#### Ruimtelijke ontwikkelingen
Sinds het midden van de twintigste eeuw zijn er herhaaldelijk plannen opgesteld om de verkeersdoorstroming in Haarlem-Zuid te verbeteren. De Spanjaardslaan werd daarin telkens als belangrijke schakel beschouwd. Aanvankelijk werd gedacht aan een bovengrondse doortrekking van de Westelijke Randweg over de sportvelden van Koninklijke HFC. Later volgden plannen voor een ondergrondse verbinding in de vorm van de zogenoemde Mariatunnel en de Kennemertunnel. Vanwege hoge kosten, technische bezwaren en politieke verdeeldheid zijn deze plannen uiteindelijk niet gerealiseerd. Alternatieven om de verkeersdruk te verminderen blijven vooralsnog uit, tot teleurstelling van omwonenden en erfgoedbeschermers.

## Fotogalerij

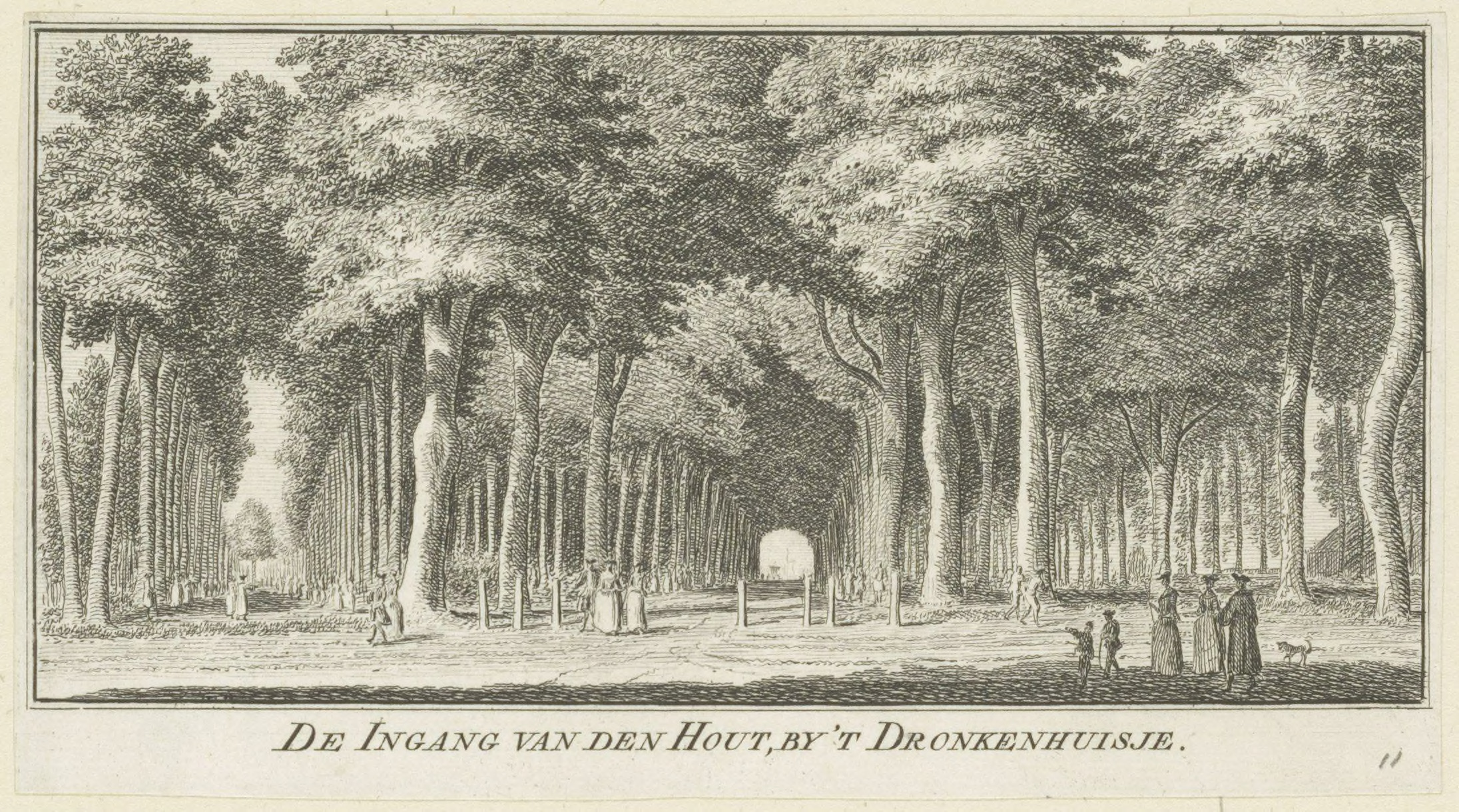
De ingang van de Hout bij 't Dronkenhuisje. De Spanjaardslaan, ziende naar het oosten en andere laan vanaf het Dronkenhuisje omstreeks 1761
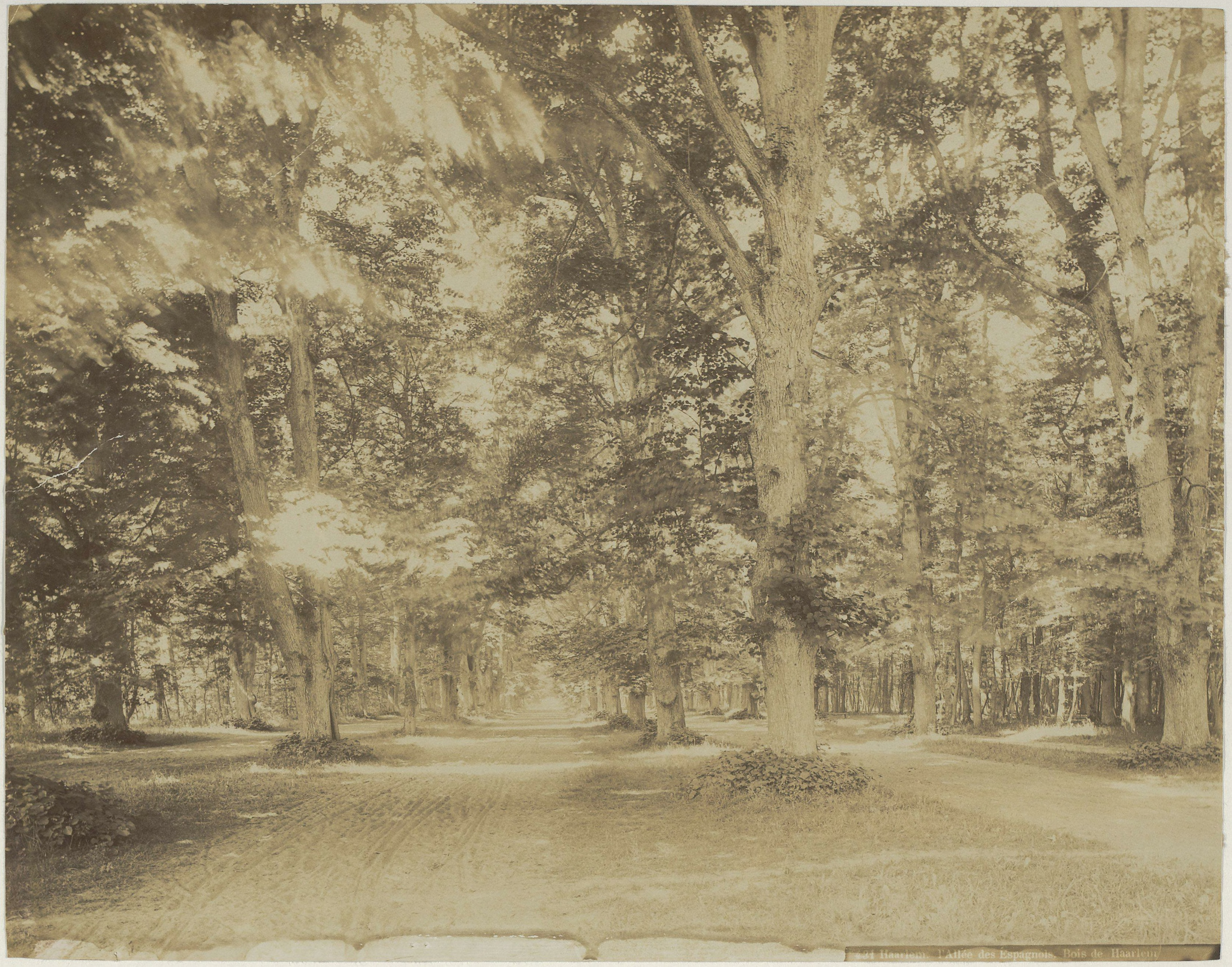
Spanjaardslaan ziende naar het westen omstreeks 1860
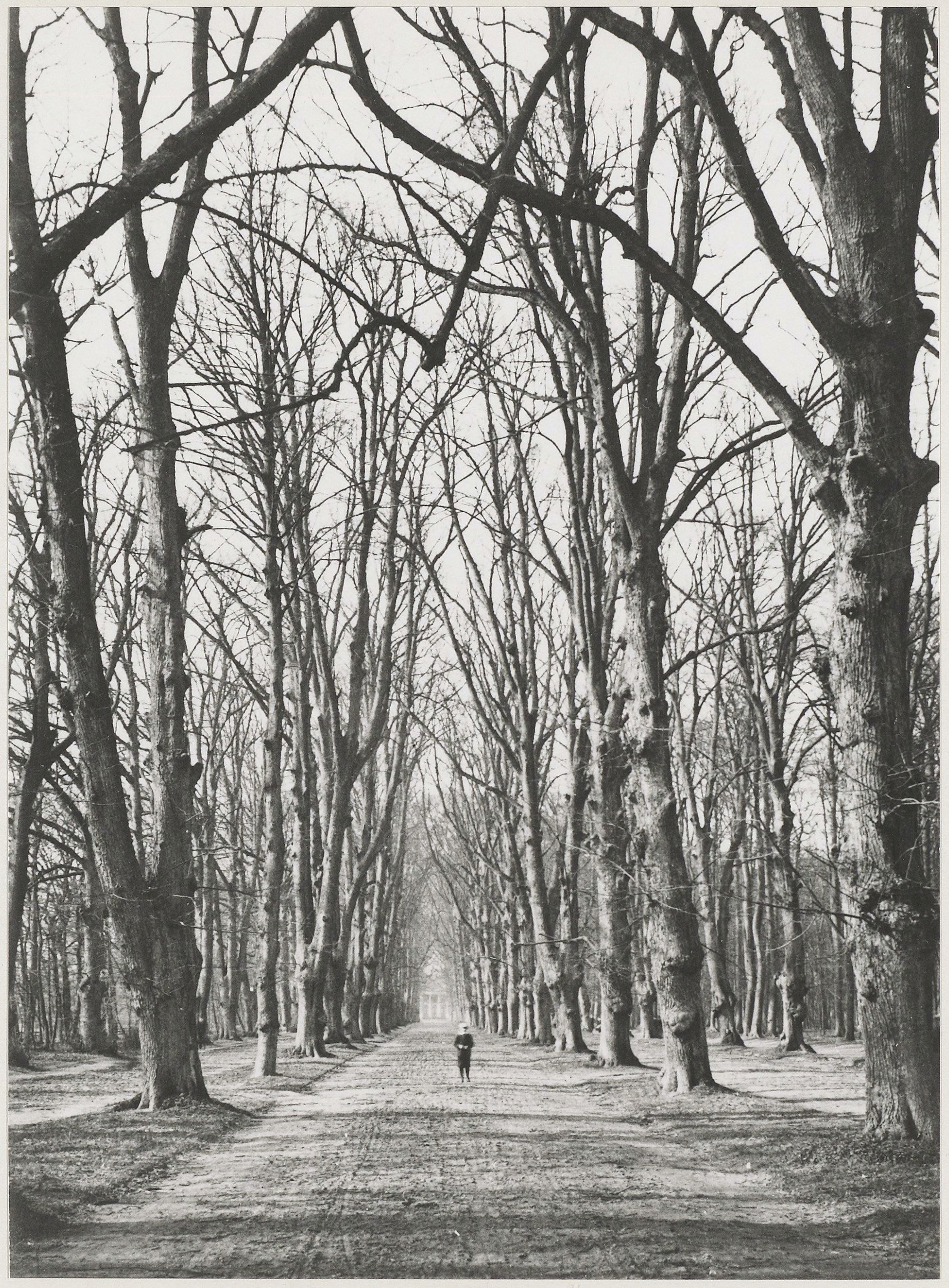
Spanjaardslaan ziende naar het westen. Op de achtergrond huize Eindenhout omstreeks 1900
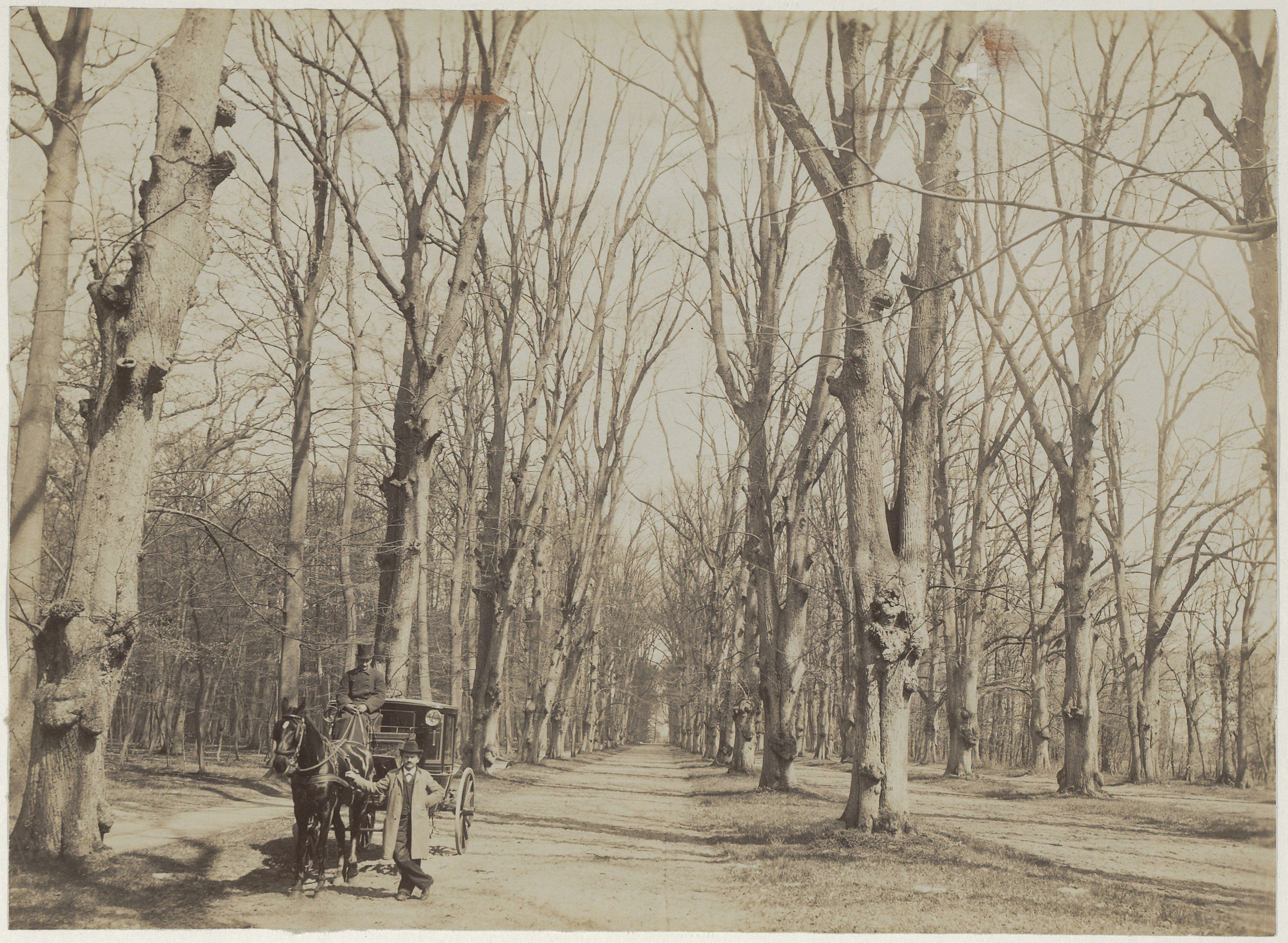
Koets op de Spanjaardslaan, ziende vanaf de Wagenweg naar het oosten omstreeks 1900
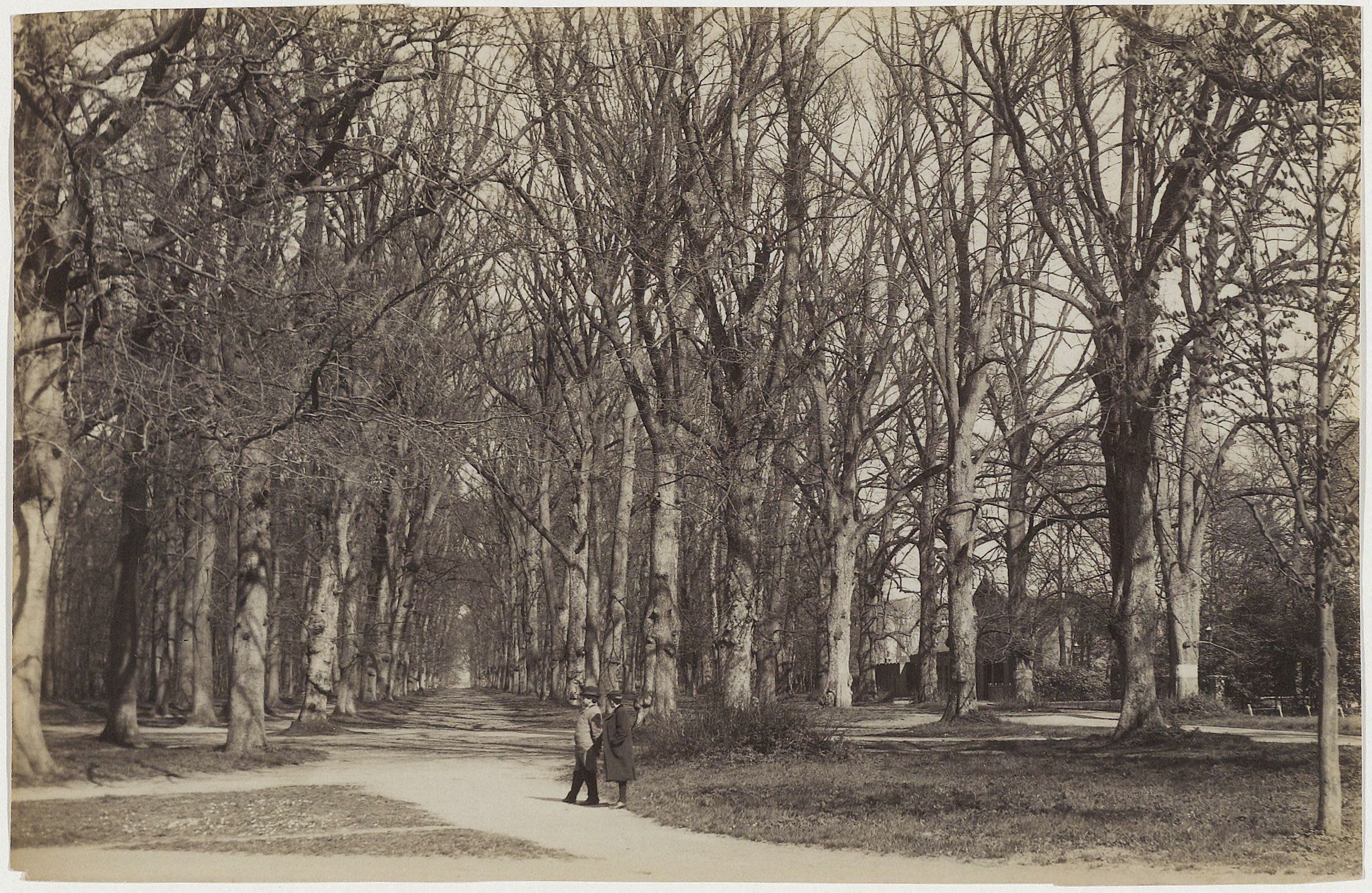
Spanjaardslaan ziende vanaf de Wagenweg naar het oosten omstreeks 1900
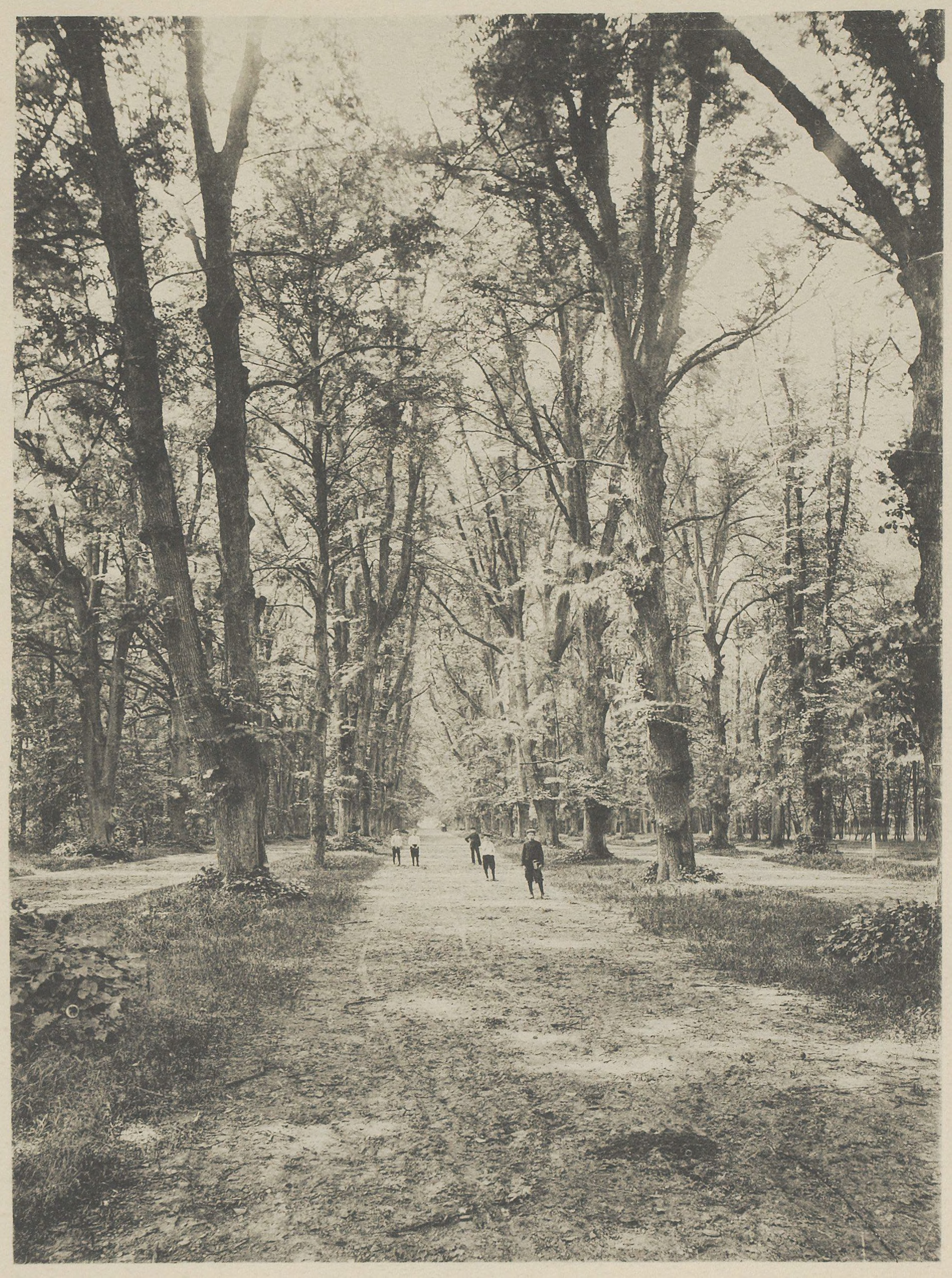
Spanjaardslaan, ziende naar het oosten omstreeks 1887